# Kremsmünster
Kremsmünster är en ort och köpingskommun i Österrike. Den ligger i distriktet Kirchdorf i förbundslandet Oberösterreich,  170 km väster om huvudstaden Wien. Orten är känd för klostret Kremsmünster, ett benediktinerkloster med anor från 700-talet. 